# Evil's Doom
Evil's Doom je RPG videohra z roku 1996 vytvořená  chorvatskou společností Olympia Entertainment Group pro počítače Amiga. Je částečně inspirována filmem Barbar Conan. Jedná se o krokovací dungeon podobný titulům jako Eye of the Beholder či Stonekeep. Hra nevyšla oficiálně kvůli množství chyb a bugů, které obsahovala. Je vykreslena v propracované hi-resové grafice.
Hlavním hrdinou je barbar Vantan, který může k sobě do družiny přibrat další členy. Příběh začíná na ostrově Noya. Parta se pak toulá světem, prochází města a vesnice, obchoduje, bojuje s nepřáteli, sbírá informace, luští rébusy v podzemních kobkách atp. Z herního hlediska je Evil's Doom rozdělena na dvě části: Jednou je adventurní procházení lokací na ostrově a interakce s NPC postavami systémem otázek a odpovědí. Druhou pak sestup do podzemních krypt a labyrintů, kde přijde řada na klasickou akci v dungeonu.
Systém kouzlení je podobný tomu ve hře Dungeon Master. Probíhá aktivací magických run, z nichž některými kouzlící postavy disponují a další je nutné dokoupit. Zajímavostí hry je výskyt některých předmětů běžné potřeby z reálného života, jako např. krému Nivea.